# 1985 en Grèce
Chronologie de la Grèce
- 1981
- 1982
- 1983
- 1984
- 1985
- 1986
- 1987
- 1988
- 1989

Cette page concerne les évènements survenus en 1985 en Grèce  :

## Évènements
- 2 février : Attentat à la bombe dans un bar d'Athènes (en)
- 3 juin : Élections législatives
- 5 juin : Gouvernement Andréas Papandréou II
- 14 juin : Le vol TWA 847 entre Athènes et Londres est détourné (bilan : un mort).
- 23 novembre : Détournement du vol EgyptAir 648 (en), à destination d'Athènes, par le groupe Abou Nidal.

## Cinéma - Sortie de film
- 30 septembre-6 octobre : Festival du cinéma grec
- Les Années de pierre
- Mania
- Topos
- Une aussi longue absence

## Sport
- 2-3 mars : Organisation des championnats d'Europe d'athlétisme en salle au Pirée.
- Coupe de Grèce de football (1984-1985) (en)
- Coupe de Grèce de football (1985-1986) (en)
- Championnat de Grèce de football 1984-1985
- Championnat de Grèce de football 1985-1986
- Création du Vardinoyiannia (en), rencontre d'athlétisme à Réthymnon.
- Création de clubs : FO Vrilissia (en) (volley-ball), Kastor F.C (en), Association des clubs de football de Phocide (en) (football).
- Création du stade de la Paix et de l'Amitié au Pirée.

## Création
- Aube dorée
- École belge d'Athènes
- Front National (en)
- Galerie d'art Florina (en)
- Ministère de la mer Égée (en)
- Musée archéologique d'Astros (en)
- Musée archéologique de Tégée
- Organisation des internationalistes communistes de Grèce - Spartacus (en)
- Parti révolutionnaire des travailleurs (en)
- Renouveau démocratique (en)
- Stochos (en), journal.

## Naissance
- Julia Alexandrátou, mannequin et Miss Grèce 2006.
- Evangelía Aravaní, mannequin et Miss Grèce 2005.
- Vassilikí Arvaníti, joueuse de beach-volley.
- Zoí Dimoscháki, nageuse.
- Ozgkiour Ferchat, personnalité politique.
- Apóstolos Goudoúlas, rameur.
- Áris Grigoriádis, nageur.
- Sofía Ifadídou, athlète.
- Oréstis Karnézis, footballeur.
- Panayóta Kozombóli-Amanatídi, personnalité politique.
- Panagiótis Lagós, footballeur.
- Stélios Malezás, footballeur.
- Leftéris Nikoláou-Alavános, personnalité politique.
- Yórgos Príntezis, basketteur.
- Georgiá Sálpa, mannequin.
- Katerína Stikoúdi, chanteuse.
- Vasílis Torosídis, footballeur.
- Alexándra Tsiávou, rameuse.
- Danái Tzíka-Kostopoúlou, personnalité politique.
- Aléxandros Tziólis, footballeur.
- Efstáthios Yannakídis, personnalité politique.
- Giánnis Zaradoúkas, footballeur.

## Décès
- Níkos Engonópoulos, peintre et poète.
- Lámbros Konstandáras, acteur.
- Nikólaos Vgenópoulos, député européen.